# Bezonvaux
Bezonvaux é uma comuna francesa na região administrativa de Grande Leste, no departamento de Meuse. Estende-se por uma área de 9,23 km². Em 2010 a comuna tinha 0 habitantes (densidade: 0 hab./km²).